# Profiloberstufe
Die Profiloberstufe ist eine Form der gymnasialen Oberstufe im Bildungssystem in Deutschland. Sie wurde in den Jahren 2004 bis 2010 in einigen Bundesländern eingeführt. Bei diesem Modell wählen die Schüler keine Kurse wie bei der reformierten Oberstufe üblich, sondern entscheiden sich für Schwerpunkte (sogenannte Profile). Das Modell soll eine breitere Allgemeinbildung als das spezialisierte Lernen im Kurssystem ermöglichen.

## Einführung
Seitdem am 7. Juli 1972 von der Kultusministerkonferenz beschlossen wurde, für die gymnasiale Oberstufe in Deutschland ein Kurssystem einzuführen, hat es seit den 1990er Jahren Bemühungen um eine Reform der Oberstufe gegeben. In der Tendenz führte dies zu einer Einschränkung der bisherigen, sehr großen Wahlmöglichkeiten für die Schüler. Die Profilstufe stellt eine Form der Weiterentwicklung der reformierten Oberstufe dar. Im Rahmen dieser „Reform der Reform“ sind ein Profil gebendes Fach und drei Kernfächer (Mathe, Deutsch und eine Fremdsprache, hier i. d. R. Englisch) miteinander gekoppelt und bilden ein Profil. Die dabei entstehenden festen Lerngruppen sollen zu einer homogeneren Kurslandschaft der Oberstufe führen. Aufgrund des Klassensystems gibt es in der Profiloberstufe meist größere Lerngruppen, was einerseits zu finanziellen Entlastungen der Länder führt, andererseits den Lernfortschritt der Schüler behindert.

## Geschichte
In Hamburg gab es 1993–1999 einen wissenschaftlich begleiteten Schulversuch zur Profiloberstufe an der Max-Brauer-Schule, die Oberstufenleiterin war Cornelia von Ilsemann.
Beschlossen wurde eine flächendeckende Einführung der Profiloberstufe zum Schuljahr 2004/05 in Bremen und Nordrhein-Westfalen.
In Niedersachsen trat zum Schuljahr 2006/07 eine Profiloberstufe in Kraft, bei der innerhalb eines Profils das Unterrichtsprogramm weitgehend vorgegeben ist.
Die norddeutschen Länder Schleswig-Holstein und Hamburg haben in Kooperation eine Profiloberstufe entwickelt, die in Schleswig-Holstein seit dem Schuljahr 2008/09 und in Hamburg seit dem Schuljahr 2009/2010 besteht. Sie besteht aus einem Bereich mit Basiskompetenzfächern, einem von der jeweiligen Schule auszugestaltenden Profilbereich sowie weiteren Pflichtfächern. Eine Differenzierung in Grund- und Leistungskurse entfällt; in Hamburg können aber im Prinzip alle Fächer auf zwei Anforderungsniveaus (grundlegend und erhöht) angewählt werden. Die zwei Anforderungsniveaus werden im Allgemeinen für die Kernfächer Deutsch, Mathematik und Fremdsprache angeboten, von denen mindestens zwei auf erhöhtem Niveau belegt werden müssen. Das profilgebende Fach muss immer auf erhöhtem Niveau belegt werden.

## Folgen
Die Einführung von Profiloberstufen stellt eine Rationalisierungsmaßnahme dar, mit der Ressourcen gebündelt und fächerübergreifendes Arbeiten erleichtert werden sollen, da der Schüler nun einen bestimmten Themenkomplex aus verschiedenen Perspektiven beleuchten kann. Dies geschieht allerdings mit Einschränkung seiner Wahlmöglichkeiten z. T. schon in der Einführungsphase der Oberstufe (also vor der eigentlichen Kursstufe).
Da die Schüler nun zwangsweise in größeren Unterrichtsgruppen zusammengefasst werden, spart der Staat Lehrerstunden ein.

## Profiloberstufe in Schleswig-Holstein
Die Profiloberstufe wurde in Schleswig-Holstein zum Schuljahr 2008/09 eingeführt. Das erste Schuljahr der Profiloberstufe wird als „Einführungsphase“ bezeichnet, die beiden folgenden Schuljahre als „Qualifikationsphase“. Am Ende der Einführungsphase (Übergang 11./12. Klasse bei G9) gibt es ein Ganzjahreszeugnis, das über die Versetzung in die Qualifikationsphase entscheidet. Danach sind die Zeugnisse dagegen immer einzelne Halbjahreszeugnisse, mit denen bereits Punkte für das Abitur gesammelt werden. Die Versetzung in die Qualifikationsphase erfolgt, wenn die Leistungen in allen Fächern mindestens „ausreichend“ (4 Punkte) sind. Andernfalls kann die Zeugniskonferenz die Versetzung beschließen, sofern eine erfolgreiche Mitarbeit in der Qualifikationsphase als wahrscheinlich erachtet wird.
Die Schulfächer werden in die drei Aufgabenfelder „sprachlich-literarisch-künstlerisch“, „gesellschaftswissenschaftlich“ und „mathematisch-naturwissenschaftlich“ eingeteilt. Zusätzlich gibt es die sogenannten „Kernfächer“ Deutsch, Mathematik und eine Fremdsprache. Diese Einteilung beeinflusst die mögliche Auswahl von Prüfungsfächern im Abitur.
Die Schulen können grundsätzlich „naturwissenschaftliche“, „sprachliche“, „gesellschaftswissenschaftliche“, „ästhetische“ und „sportliche“ Profile anbieten. Ein Profil besteht mindestens aus den drei Kernfächern, einem „profilgebenden“ Fach, welches aus dem Aufgabenfeld des Profiles stammen muss (z. B.: ästhetisches Profil: Kunst), und zwei „profilergänzenden“ Fächern, die aus beliebigen Aufgabenfeldern stammen können und für die Zeit ihrer „Profilzugehörigkeit“ eine gemeinsame thematische Ausrichtung mit dem Profil gebenden Fach haben sollen. Die profilergänzenden Fächer ergänzen ein Halbjahr lang, können aber beliebig oft als profilergänzende Fächer ausgewählt werden. Die Kernfächer und das Profil gebende Fach werden in der Einführungsphase dreistündig, in der Qualifikationsphase vierstündig unterrichtet. In den Kernfächern sowie im Profil gebenden Fach müssen pro Halbjahr zwei Klassenarbeiten geschrieben werden, in den übrigen Fächern muss eine Klassenarbeit geschrieben werden. Die Fächerkonstellationen werden von der Schule vorgegeben; bis auf die Wahl des Profils gibt es in der Regel keine direkten (Ab-)Wahlmöglichkeiten für Schüler (Ausnahme: Religionsunterricht). Die Regelstundenzahl beträgt die ganze Oberstufe durchgehend 34 Stunden, der Unterricht findet grundsätzlich im Klassenverband statt.
Die Abiturprüfung besteht aus vier oder fünf Prüfungen in unterschiedlichen Fächern. Zwei schriftliche Prüfungen müssen in den Kernfächern abgelegt werden, eine im Profil gebenden Fach. Bei den Prüfungen in den Kernfächern handelt es sich um ein Zentralabitur. Das andere Prüfungsfach kann vom Schüler gewählt werden, allerdings müssen alle drei Aufgabenfelder abgedeckt sein. Daher kann der Schüler sich auch entscheiden, fünf Prüfungsfächer zu wählen, bei denen zwei mündlich geprüft werden, um z. B. die schriftliche Prüfung in einem der Kernfächer zu umgehen oder aufgrund des Wunsches, ein bestimmtes Fach als Prüfungsfach auszuwählen.
Ein Beispiel: Ein Schüler (aus einem sprachlichen Profil) ist in Mathematik nicht besonders gut und möchte daher keine schriftliche Abiturprüfung in diesem Fach ablegen. Er kann sich dafür entscheiden, ein anderes Kernfach auszuwählen. Ist dieses Kernfach nicht aus dem naturwissenschaftlichen Bereich (weil die Kernfachkombination dies nicht zulässt), sind die drei Aufgabenfelder nicht abgedeckt. Der Schüler muss daher entweder Mathematik als schriftliches Prüfungsfach wählen oder er kann stattdessen Biologie, Chemie oder Physik als mündliches Prüfungsfach wählen, um die Aufgabenfelder abzudecken, ohne dabei sein Abitur in Mathematik schreiben zu müssen.
In einem dieser vom Schüler ausgewählten Prüfungsfächer muss eine mündliche Prüfung abgelegt werden, in dem anderen können die Schüler sich ggf. zwischen einer Präsentationsprüfung, einer schriftlichen oder einer „besonderen Lernleistung“ entscheiden. Die Abiturprüfung geht zu 1/3 in die Endnote ein. Alle ins Abitur mit eingebrachten Ergebnisse aus der Qualifikationsphase werden gleich gewertet.

### Kritik
Neben der hohen Stundenbelastung in allen Oberstufenjahren wird von Eltern, Schülern und Lehrkräften vor allem die Einschränkung der Wahlfreiheit kritisiert. Außer im Fach Religion, das aus gesetzlichen Gründen weder wegfallen noch alternativlos sein darf, waren zunächst keine Fächerwahlen möglich. Nach massiven Protesten räumte das Ministerium für Bildung und Frauen den einzelnen Schulen ab April 2009 die Entscheidungskompetenz darüber ein, ob die ästhetischen Fächer (Kunst und Musik) im Klassenverband (und somit an das Profil gekoppelt) oder in Kursen (und somit für Schüler wählbar) unterrichtet werden sollen.
Weiterhin wird kritisiert, dass nach dem elften Jahrgang mindestens ein Unterrichtsfach wegfällt. Da nur die Fächer, die die gesamte Oberstufe hindurch belegt werden, als Abiturfächer gewählt werden können, stellt dies für viele Schüler einen erheblichen Nachteil dar, wenn beispielsweise ihr bestes naturwissenschaftliches Fach wegfällt, sie diesen Bereich aber nicht durch andere Fächer im Abitur abgedeckt haben.
Von einigen Seiten wird kritisiert, dass in der Profiloberstufe zwei Fremdsprachen belegt werden müssen und nicht mehr wie in der Kursoberstufe lediglich eine. Somit wird das Abitur von einigen als schwieriger eingestuft, womit eine eindeutige Vergleichbarkeit mit dem alten Abitur nicht mehr gegeben sei.
Im Februar 2010 reichten die Schulsprecher der vier Norderstedter Gymnasien einen Beschwerdebrief an den Bildungsminister Ekkehard Klug ein. Sie kritisierten neben mangelnder Wahlmöglichkeiten, Entmündigung der Schüler und Unterricht in zu großen Klassen eine zu hohe Arbeitsbelastung. Ursache für diese sei ein Anstieg von 26 auf 34–38 Wochenstunden in 13 Fächern, 32 Klassenarbeiten im Jahr und fünf statt nur vier Abiturprüfungen. Durch die hohe Arbeitsbelastung bliebe kaum Zeit für Nebenjobs, Hobbys und soziale Kontakte, sodass „die komplette Jugend verloren ginge“. Ebenfalls würden Schüler eine Verschlechterung des Notendurchschnittes befürchten, da leistungsschwache Fächer nicht abgewählt werden können und im Gegensatz zum Kurssystem, bei welchem die Leistungskurse stärker gewertet wurden, alle Fächer gleichwertig ins Abitur eingehen. Zudem führe der Entfall von Grund- und Leistungskursen zu großen Leistungsunterschieden. So seien die Schüler, die in einem Fach Abitur machen möchten, nur mangelhaft vorbereitet, wenn ein Lehrer seinen Unterricht so ausrichtet, dass auch leistungsschwächere Schüler dem Unterricht folgen können. Weiter wird der Profiloberstufe vorgeworfen, dass trotz der Bezeichnung „Profil“ keine Spezialisierung erfolge. So würden an einer Schule z. B. im naturwissenschaftlichen Profil die Fächer aus dem naturwissenschaftlichen Aufgabenfeld reduziert werden, nicht aber aus den anderen Aufgabenfeldern.
In Reaktion auf die Kritik soll die Profiloberstufe mit dem Schuljahr 2010/11 reformiert werden. So soll es in Zukunft nur noch vier Prüfungsfächer und zudem mehr individuelle Wahlmöglichkeiten bei weniger Unterricht geben.

## Vergleich mit Entwicklungen in anderen Ländern

### Frankreich
Die Einrichtung von Profilen, die den verschiedenen Neigungen der Schüler möglichst entsprechen sollen (literarisch-sprachlich-künstlerisch, gesellschaftswissenschaftlich, mathematisch-naturwissenschaftlich), erinnern an das ebenfalls in Profilen (séries) organisierte System der Oberstufe in Frankreich, wo sich der Schüler zwischen der série littéraire (literarisches Profil), der série économique et sociale (wirtschafts- und sozialwissenschaftliches Profil) und der série scientifique (naturwissenschaftliches Profil) entscheiden muss. Mit diesem einfachen System wurde 1993 das nach dem Zweiten Weltkrieg entstandene System verschiedener Profile radikal vereinfacht. Genau diese Vereinfachung ist auch der Grund für die Einführung der Profiloberstufe in mehreren deutschen Bundesländern.

### Schweiz
Eine gegenläufige Tendenz ist dagegen in der Schweiz festzustellen, wo 1995 beschlossen wurde, die bislang üblichen Profile zugunsten eines Wahlfachsystems abzuschaffen.